# Hylaea myandaria
Hylaea myandaria är en fjärilsart som beskrevs av Walker 1860. Hylaea myandaria ingår i släktet Hylaea och familjen mätare. Inga underarter finns listade i Catalogue of Life.